# Stéphanie Ntsama Akoa

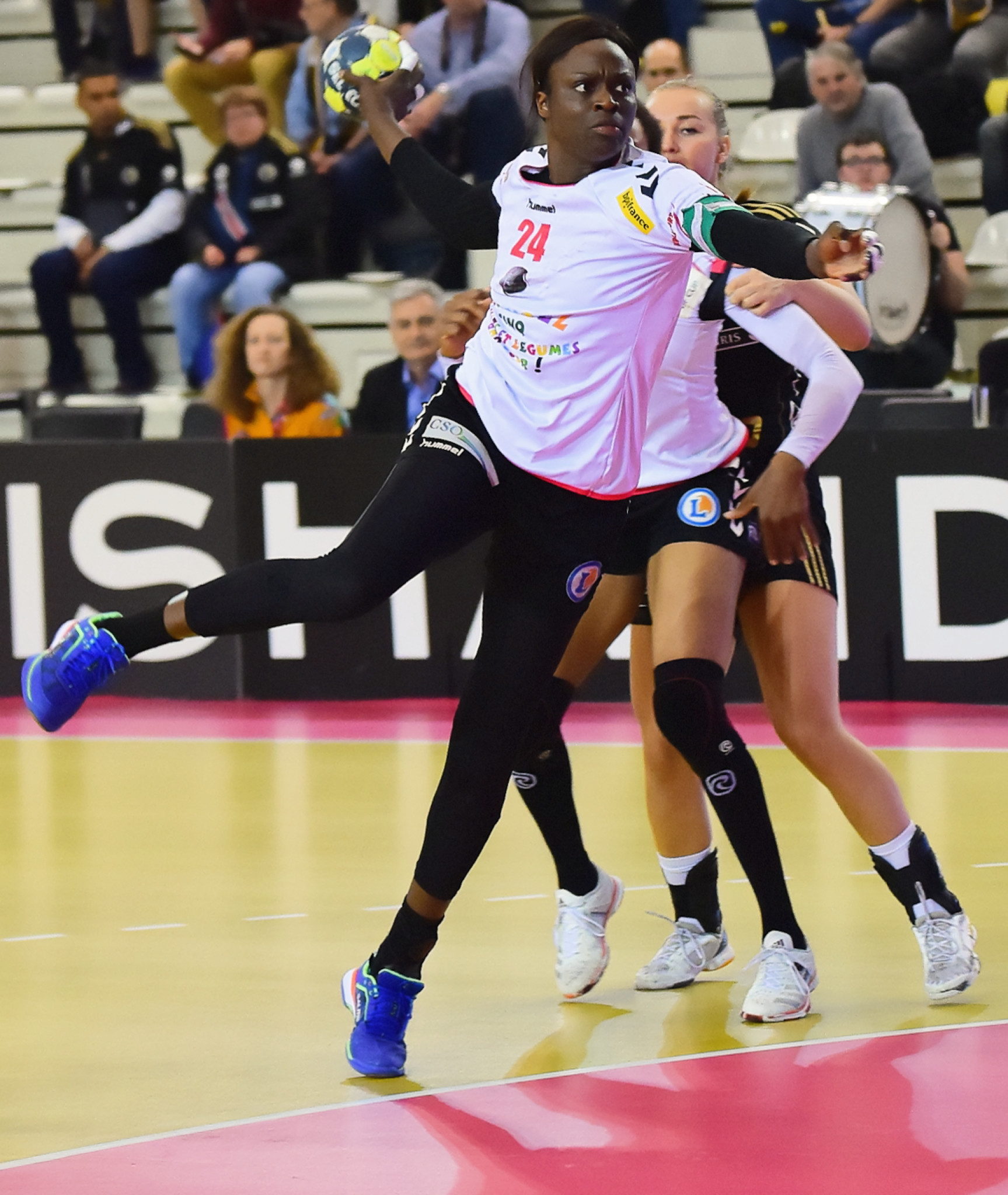
Rencontre de demi-finale retour de championnat entre Issy Paris et Brest.A Issy les Moulineaux, le 19 mai 2017.

Stéphanie Ntsama Akoa, anciennement Stéphanie Daudé, née le 24 janvier 1984 à Yaoundé (Cameroun), est une handballeuse internationale française.

## Biographie
Après avoir remporté le titre de championne de France en 2012 avec Arvor 29, elle revient au Brest Bretagne Handball en 2015.
En février 2017, elle annonce mettre un terme à sa carrière à l'issue de la saison. Pour sa dernière saison, elle échoue de peu en finale du championnat face au Metz Handball et est élue, en août 2017, meilleure défenseur du championnat, au titre de la saison 2016-2017.
Lors de la rentrée 2017, elle s'inscrit à la formation de manager général de club sportif dispensée par le Centre de droit et d'économie du sport de Limoges.

## Palmarès

### Club
compétitions nationales 
- championne de France 2012 (avec Arvor 29)
- vice-championne de France 2004 et 2005 (avec ES Besançon), 2010 (avec Le Havre HB) et 2017 (avec Brest Bretagne Handball)
- vainqueur de la coupe de France en 2005 (avec ES Besançon) et 2016 (avec Brest Bretagne Handball )
- vainqueur de la coupe de la ligue en 2003 et 2004 (avec ES Besançon) et 2012 (avec Arvor 29)

autres
- championne de France de Nationale 2 en 2002 (avec US Ivry)

### Sélection nationale
- début en équipe de France le 23 octobre 2004 contre la Russie

autres
- 5e place du championnat d'Europe junior en 2002

### Distinctions individuelles
- élu meilleure défenseure de la saison du championnat de France en 2013 et 2017[5]